# Skunksowiec andyjski
Skunksowiec andyjski, surillo andyjski (Conepatus chinga) – gatunek drapieżnego ssaka z rodziny skunksowatych.

## Występowanie i biotop
Skunksowiec andyjski występuje w środkowo-południowej Ameryce Południowej od południowego Peru, poprzez Boliwię, Urugwaj, Paragwaj, Chile do południowej Argentyny. Obserwowany również w południowej Brazylii. Zamieszkuje otwarte kaniony i stepy bogate w roślinność. Odpoczywa pośród krzewów w lasach i na skalistych zboczach gór.

## Charakterystyka
| Podstawowe dane         | Podstawowe dane  |
| ----------------------- | ---------------- |
| Długość ciała           | 300–490 mm       |
| Długość ogona           | 20 cm            |
| Masa ciała              | 2,3-4,5 kg       |
| Dojrzałość płciowa      | około roku       |
| Ciąża                   | około 2 miesięcy |
| Liczba młodych w miocie | 2-5              |
| Długość życia           | 4-6 lat          |

### Wygląd
Średniej wielkości ssak o krępym ciele i krótkich, grubych nogach. Ubarwienie ciała charakterystyczne dla skunksowatych. Sieść koloru czarnego. Od głowy, poprzez boki ciała ciągną się dwa białe paski. Gruby, puszysty ogon przeważnie koloru białego. Stożkowata głowa o szerokim nagim nosie i z krótkimi zaokrąglonymi uszami. Łapy wyposażone w potężne pazury służące do kopania w ziemi. Posiada gruczoł zapachowy, wydzielający cuchnącą ciecz.

### Tryb życia
Prowadzi samotniczy i głównie nocny tryb życia. W ciągu dnia można go spotkać na skalistych zboczach gdzie wypoczywa. Swoje terytorium opuszczają tylko podczas pory godowej. Podczas zimy zapada w lekki sen, przerywany jednak w cieplejsze dni.
Pora godowa przypada na koniec zimy i początek wiosny. Po ciąży trwającej 2 miesiące, samica rodzi 2-5 młodych. Samiec nie uczestniczy w wychowaniu młodych. Okres laktacji trwa około 8-10 tygodni. W sierpniu młode same już zdobywają pożywienie i wkrótce opuszczają matkę. Dojrzałość płciową uzyskują około 10-12 miesiąca życia. Na wolności żyją średnio 4-6 lat.
Dieta skunksowca andyjskiego różni się w zależności od pory roku. Na wiosnę i lato poluje głównie na chrząszcze i pająki, które wykopuje z ziemi za pomocą długich pazurów, natomiast zimą z powodów braku owadów zjada również małe ssaki, młode ptaki, jaja, węże oraz owoce. Jest dość odporny na jad grzechotników.

## Podgatunki
Wyróżnia się kilka podgatunków:
- C. chinga budini
- C. chinga chinga
- C. chinga gibsoni
- C. chinga inca
- C. chinga mendosus
- C. chinga rex
- C. chinga suffocans

## Znaczenie
Ze względu na wydzielanie cuchnących cieczy, ssak ma ten niewielu wrogów. Na skunksowca polują niektóre węże, ptaki drapieżne i lisy z rodzaju Pseudalopex. Jest naturalnym nosicielem tasiemca z gatunku Spirometra erinacei. Jest roznosicielem wścieklizny i świdrowca amerykańskiego. W latach 70 i 80 w Argentynie był silnie poławiany dla futer.

## Zagrożenie i ochrona
W Czerwonej księdze gatunków zagrożonych Międzynarodowej Unii Ochrony Przyrody i Jej Zasobów został zaliczony do kategorii LC (niższego ryzyka). Głównym zagrożeniem dla tego ssaka jest działalność człowieka, niszczenie naturalnych siedlisk przez erozję gleby i wypas zwierząt gospodarskich.